# Alfonsina Strada
Alfonsina Strada (* 16. März 1891 in Castelfranco Emilia als Alfonsina Morini; † 13. September 1959 in Mailand) war eine italienische Radsportlerin. Sie war die einzige Frau, die jemals an einer der drei großen Rundfahrten für Männer teilgenommen hat: 1924 startete sie beim Giro d’Italia, weil die Organisatoren sich zusätzliche Publizität erhofften. Ihre Radsport-Karriere dauerte 26 Jahre an.

## Biographie

### Frühe Jahre
Alfonsina Morini entstammte einer armen Bauernfamilie: Ihr Vater war Tagelöhner, ihre Mutter Amme. Als sie berühmt wurde, wurden zahlreiche Anekdoten und Geschichten über ihre Kindheit berichtet, deren Wahrheitsgehalt umstritten ist. So schwanken die Angaben über die Zahl ihrer Geschwister zwischen acht und zehn, von denen die meisten Brüder gewesen sein sollen. Alfonsina Morini soll wie ein Junge aufgewachsen sein, die mit ihren Brüdern und deren Freunden spielte. Zunächst fuhr sie mit dem Fahrrad ihres Vaters, bis er ihr im zehnten Lebensjahr im Tausch gegen Hühner ein eigenes kaufte. Als ihre Radsportbegeisterung zunahm, versuchte die Familie, sie davon abzubringen, und ihre Mutter zwang sie, Näherin zu werden.

### Radsport-Laufbahn
Im Alter von 13 Jahren fuhr Morini ihr erstes Rennen und gewann ein lebendes Schwein. Sie siegte bei fast allen Mädchen- und bei vielen Jungenrennen. In der Folge wurde sie 1909 zum Grand Prix von Sankt Petersburg (damals Hauptstadt Russlands) eingeladen. Ihr dortiger Start war ein derartiger Erfolg, dass die Zarin Alexandra ihren Mann Zar Nikolaus bewog, ihr eine goldene Medaille zu überreichen. 1911 ging Morini nach Moncalieri und stellte einen Stundenrekord über 37,192 Kilometer auf. Dabei ist es unklar, ob dies ein Rekord für Frauen oder gar für Männer war, oder nur ein regionaler.
Im Alter von 24 Jahren heiratete Morini den Radsportler und Graveur Luigi Strada. Ihre Familie hoffte, dass sie nun ein „normales“ Leben führen würde, jedoch schenkte ihr der Ehemann zur Hochzeit ein neues Fahrrad und betreute sie fortan. Das junge Paar zog nach Mailand, wo Alfonsina Strada unter der Anleitung ihres Mannes auf der dortigen Radrennbahn trainierte.
Alfonsina Morini gewann 36 Rennen gegen Männer und erlangte Wertschätzung sowie Respekt von den männlichen Fahrern und Journalisten. Sie fuhr Rennen in Bologna und Paris, startete zweimal beim Giro di Lombardia, als das Starterfeld für alle offen war. 1917 wurde sie 32. und Letzte, eine Stunde und 34 Minuten hinter dem belgischen Sieger Philippe Thys, mit einer Gesamtzeit von acht Stunden und 32 Minuten für 204 Kilometer. 1918 fuhr sie das Rennen ein zweites Mal und wurde 21., vor mehreren männlichen Rennfahrern. Sie erhielt den Spitznamen Il diavolo in gonnella (dt. Teufel im Rock).

#### Giro d’Italia 1924
Dass Alfonsina Strada 1924 beim Giro starten konnte, beruhte auf einem Streit zwischen dem Organisator Emilio Colombo von der Gazzetta dello Sport und den damaligen Spitzenfahrern, die sich weigerten, zu fahren. Daraufhin stellte Colombo für jedermann, der starten wollte, Plätze zur Verfügung. Die Zeitung versprach, deren Rechnungen, Unterbringung und Essen zu bezahlen. Für die 90 Plätze wurden 600 Hühner, 750 Kilogramm Fleisch, 4800 Bananen und 720 Eier zugesagt, aber keine Trainer, Masseure, Mechaniker oder Begleitfahrzeuge.
Strada schrieb sich als Strada, Alfonsin ein und erhielt die Startnummer 72. Die Presse schrieb ihren Namen aus als Alfonsino. Die Wahrheit kam zwar noch vor dem Start heraus, aber man ließ sie trotzdem mitfahren. Auf der ersten Etappe von Mailand nach Genua (300 km) kam sie als 74. ins Ziel, eine Stunde nach dem Führenden, was damals wegen der langen Etappen nicht unüblich war. Auf der Etappe von Genua nach Florenz (307,9 km) wurde sie 56. von 65. Dann kam es zu einem Wetterwechsel, es regnete in Strömen, und die Straßen waren von Schlamm und herabgestürzten Steinen übersät; Strada stürzte häufig, wie viele andere. Als ihr Lenker auf der achten Etappe von L’Aquila nach Perugia (296 km) brach, ersetzte sie die eine Hälfte durch einen Besen, den ihr ein Bauer gegeben hatte. So erreichte sie das Ziel, überschritt aber das Zeitlimit. Deshalb wurde sie vom Rennen zunächst ausgeschlossen; da sie aber das Publikum anzog und die Journalisten über sie schrieben, ließ der Organisator Colombo sie weiterfahren. Sie musste allerdings nun ihre Rechnungen selbst bezahlen und bekam fortan keine Preise mehr. Nach der zehnten Etappe von Bologna nach Fiume wurde sie von einer Menschenmenge vom Rad gehoben und getragen, nachdem sie die Etappe unter Tränen wegen Schmerzen und Erschöpfung beendet und das Zeitlimit wiederum um 25 Minuten überzogen hatte. Dieser enthusiastische Empfang motivierte sie, bis zum Ziel in Mailand weiter zu fahren. Nur 38 Fahrer beendeten diesen Giro. Obwohl Strada offiziell nicht mehr am Rennen teilnahm, war sie 20 Stunden schneller als der offiziell Letzte, Telesforo Benaglia, und 28 Stunden langsamer als der Sieger Giuseppe Enrici. Sie gewann 50.000 Lire.

#### Weitere Karriere
Alfonsina Strada durfte nie mehr beim Giro starten. Sie fuhr in den folgenden Jahren Show-Rennen in Italien, Spanien, Frankreich und Luxemburg. In Frankreich schlug sie die französische Sprint-Meisterin, Eliane Robin. 1938 stellte sie in Longchamp einen Stundenweltrekord für Frauen über 32,58 Kilometer auf, ein Rekord, der bis 1955 Bestand hatte, als er von Tamara Nowikowa auf 38,473 Kilometer verbessert wurde.

### Nach der Radsportlaufbahn
Alfonsina Stradas Ehemann Luigi starb 1950. Für seine Pflege in einem Krankenhaus wurde sämtliches von Alfonsina verdientes Geld aufgebraucht. Vier Jahre später heiratete sie Carlo Messori, einen ehemaligen Radrennfahrer, mit dem sie schon seit ihrer Jugend befreundet war. Das Ehepaar eröffnete ein Fahrradgeschäft in Mailand. Messori begann, eine Biografie seiner Frau zu schreiben, aber er starb 1957, bevor er diese fertiggestellt hatte. Andere Quellen sagen, das Buch sei so voller Bewunderung für Alfonsina Strada gewesen, dass Verleger es ablehnten. Nach seinem Tod 1957 verkaufte Strada einige ihrer Medaillen und Trophäen, um sich ein Motorrad zu kaufen, eine 500er Moto Guzzi. Im September 1959 fuhr sie mit dem Motorrad zum Rennen Tre Valli Varesine. Als sie nach Hause kam, stürzte sie zusammen mit dem Motorrad beim Aufbocken und erlitt einen tödlichen Herzanfall.

## Erinnerungen
Das Fahrrad von Alfonsina Strada befindet sich im Museo del Ciclismo Madonna del Ghisallo am Comer See.
Der italienische Dramatiker Eugenio Sidori schrieb 2009 das Ein-Personen-Stück Finisce per A. 2010 veröffentlichte die italienische Musikgruppe Têtes de bois das Lied Alfonsina e la bici.  In dem dazugehörenden Videoclip wird Strada von der Astrophysikerin Margherita Hack dargestellt.
Am 8. März 2024 widmete die italienische Post Elena Gianini Belotti, Alfonsina Strada und Maria Plozner Mentil je eine Briefmarke im Rahmen der Serie Senso Civico (Bürgersinn).